# Irene Lamedica
Irene Lamedica (Milano, 21 dicembre 1968) è una cantante, disc jockey e conduttrice radiofonica italiana.

## Biografia
Di origini foggiane, ha intrapreso la sua carriera musicale nel 1988 a vent'anni, incidendo il singolo Baby, Let Me Kiss You!, con il quale ha partecipato alla sezione "Discoverde" del Festivalbar.
Notata da Claudio Cecchetto, ha iniziato a lavorare presso Radio Capital conducendo il programma Milangeles (di cui è stata anche autrice), dedicato alla musica R&B. Grazie a questa esperienza, è stata scelta da Saturnino per partecipare al suo album Zelig.
Ha quindi iniziato una collaborazione con la "Soleluna", etichetta di Jovanotti, che la porterà alla pubblicazione del suo album d'esordio Dolce intro, di cui è autrice dei testi e coautrice delle musiche.
Da sempre appassionata di musica R&B e Hip hop, ha collaborato con alcuni rapper tra cui Neffa, con il quale ha duettato nel brano Portami fuori dal tempo; seguono poi Chief Vivrei di te e Don Joe, col quale ha cantato nel brano Quello per cui vivo.
Nel 1997 Massimo Oldani, suo manager, ha organizzato il "Vibe brunch", showcase in concomitanza della settimana della moda (in collaborazione con la rivista musicale Vibe di Quincy Jones). Irene si è esibita con gli Articolo 31, sotto gli occhi di stilisti, giornalisti e soprattutto di Jones. Nello stesso anno ha aperto 6 date dei concerti di Jovanotti.
Nel 1998 ha condotto il programma "One two - one two" su Radio Deejay e ha partecipato al Festival di Sanremo nella sezione Nuove Proposte portando il brano Quando lei non c'è.
Nel 1999 è uscito il suo secondo album Soulsista, che contiene, oltre al brano presentato a Sanremo, anche 7 giorni su 7 che ha avuto un buon successo radiofonico, scritto con la collaborazione di Carmen Consoli. A questo album hanno collaborato anche Saturnino, Chief, Camilla, Jasmine e Tormento.
Ha continuato a lavorare per Radio Deejay, conducendo un programma tutto suo, Soulsista. Nel 2005 insieme a Steve Dub ha fondato l'etichetta Too Deep Records e pubblicato il singolo Prendi E Vai in collaborazione con Massive B e Jabba e Don Corleon.
Nel 2006 ha pubblicato un e.p. dal titolo Dal tramonto all'alba pt.1 con la collaborazione di Mondo Marcio. Il singolo tratto dal disco è "Sabato D'Aprile". Il 7 febbraio 2007 esce Dal tramonto all'alba pt.2.
Dall'8 gennaio 2011 ha condotto il programma radiofonico Urban Suite su Radio Due, interrotto nel settembre 2013 per decisione del direttore dell'emittente. Nel 2019 è tornata alla conduzione sulla nuova Radio Milano International con la striscia settimanale dal nome akaSoulsista in compagnia di Steve Dub Lucarelli, dopo un lungo periodo nel corso del quale si era dedicata alla realizzazione di podcast dedicati alla black music.

## Discografia

### Album in studio
- 1997 - Dolce Intro (Soleluna)
- 1999 - Soulista (Soleluna)
- 2006 - Dal tramonto all'alba pt.1 (EP, Too Deep)
- 2007 - Dal tramonto all'alba pt.2

### Collaborazioni
- Chief & Soci ft. Irene Lamedica - Vivrei Di Te - da Il Mondo Che Non C'è
- Neffa ft. Irene Lamedica - Portami fuori dal tempo e L'epicentro del funk - da Soulista
- DJ Enzo ft. Don Joe, Irene Lamedica - Quello Per Cui Vivo - da Tutti Per Uno
- Mondo Marcio ft. Irene Lamedica - Ancora Qua - da Solo Un Uomo
- Sottotono ft. Irene Lamedica - Chi Meglio Di Te - da Sotto Lo Stesso Effetto
- Sacre Scuole ft. Irene Lamedica - Le Parole Non Dette - da 3 MC's Al Cubo
- Casti ft. Irene Lamedica - Ragazzo del Sud (Cover di American Boy)
- NPA (Nuovo processo armonico) ft. Irene Lamedica -  La nave d'oriente